# Католическая церковь Святой Марии
Католическая церковь святой Марии (St Mary’s Roman Catholic Church) — церковь в раннегригорианском с поздними вставками викторианского стиля католического архитектора Бенджамина Букналла (Benjamin Bucknall). 15 августа 1974 года включена в список культурного наследия уровня II, и является одним из 24 зданий Тропы культурного наследия Монмута.

## История и архитектура
После XVI века Монмут стал центром неповиновения приказам. В 1773 году здесь пропорционально было наибольшее количество католиков во всей Англии и Уэльсе. В 1778 году законы против католиков ослабли, после выхода папского акта, и монмутский магистрат решил возвести Общественную городскую католическую церковь. Один из подписавших петицию, Майкл Утокинс (Michael Watkins), был владельцем Отеля Робина Гуда на Монноу-стрит, где в верхних комнатах служились мессы. Лоббирование завершилось выдачей разрешения, на три года опередившего аналогичное разрешение на церковь в Чепстау. Однако считалось необходимым делать католические и нонконформистские церкви как можно незаметнее, что привело к тому, что здание не выглядит как церковь. Был запрещён вход с основной трассы, и прихожане должны были приходить по одному; изначально церковь разместили за коттеджами, которые были снесены, когда законы против католиков ослабли ещё сильнее.
Изначальное здание формирует территорию нынешнего святилища и ризницы, окно с витражом слева от святилища выполнено в георгианском стиле. Самая ранняя часть церкви — в восточном конце, датируется 1793 годом. В 1829 году началась эмансипация католиков, и церковь в 1837 году была расширена. В 1871 году произошла сильная перестройка, в которую вошло разрушение коттеджей и постройка башни из красного старого песчаника.
Церковь обладает крестом для процессий XIV века, расшитый красной ризой около 1502 года, а также навесным крестом, возможно, испанского происхождения, примерно XVII века.
Церковь связана с Джоном Кемблом (John Kemble), миссионером в Монмутшире и Херефордшире. Он принял мученическую смерть за свою веру в Херефорде 22 августа 1679 года и похоронен в соседнем городе Уэльч Ньютон. Приход Святой Марии организует паломничество к могиле святого Кембла в воскресенье, ближайшее к дате его мученической кончины. В церкви также есть алтарь, посвященный памяти святого.